# Irish League 1958-1959
L'Irish League 1958-1959 è stata la 58ª edizione della prima divisione del campionato nordirlandese di calcio.
Il campionato era formato da dodici squadre e il Linfield vinse il titolo. Non vi furono retrocessioni.

## Classifica finale
| Pos. | Squadra          | G  | V  | N | P  | GF | GS | Punti |
| ---- | ---------------- | -- | -- | - | -- | -- | -- | ----- |
| 1    | Linfield         | 22 | 17 | 0 | 5  | 69 | 27 | 34    |
| 2    | Glenavon         | 22 | 14 | 3 | 5  | 66 | 32 | 31    |
| 3    | Glentoran        | 22 | 11 | 5 | 6  | 56 | 41 | 27    |
| 4    | Portadown        | 22 | 12 | 2 | 8  | 60 | 35 | 26    |
| 5    | Ballymena United | 22 | 12 | 2 | 8  | 51 | 46 | 26    |
| 6    | Crusaders        | 22 | 10 | 5 | 7  | 46 | 40 | 25    |
| 7    | Ards             | 22 | 10 | 3 | 9  | 53 | 51 | 23    |
| 8    | Coleraine        | 22 | 9  | 4 | 9  | 47 | 45 | 22    |
| 9    | Distillery       | 22 | 5  | 7 | 10 | 49 | 63 | 17    |
| 10   | Bangor           | 22 | 6  | 2 | 14 | 30 | 47 | 14    |
| 11   | Derry City       | 22 | 6  | 2 | 14 | 27 | 55 | 14    |
| 12   | Cliftonville     | 22 | 2  | 1 | 19 | 20 | 92 | 5     |

G = Partite giocate; V = Vittorie; N = Nulle/Pareggi; P = Perse; GF = Goal fatti; GS = Goal subiti; 